# Stilpnia
Stilpnia — рід горобцеподібних птахів родини саякових (Thraupidae). Представники цього роду мешкають в Мексиці, Центральній і Південній Америці. Раніше їх відносили до роду Танагра (Tangara), однак за результатами молекулярно-генетичного дослідження, яке показало поліфілітичність цього роду, вони були переведені до новоствореного роду Stilpnia.

## Види
Виділяють чотирнадцять видів:
- Танагра синьокрила (Stilpnia cyanoptera)
- Танагра сріблиста (Stilpnia viridicollis)
- Танагра сирайська (Stilpnia phillipsi)
- Танагра зеленогорла (Stilpnia argyrofenges)
- Танагра чорноголова (Stilpnia heinei)
- Танагра синьощока (Stilpnia larvata)
- Танагра блакитношия (Stilpnia cyanicollis)
- Танагра маскова (Stilpnia nigrocincta)
- Танагра бразильська (Stilpnia peruviana)
- Танагра парагвайська (Stilpnia preciosa)
- Танагра пунійська (Stilpnia meyerdeschauenseei)
- Танагра чагарникова (Stilpnia vitriolina)
- Танагра вохриста (Stilpnia cayana)
- Танагра малоантильська (Stilpnia cucullata)

## Етимологія
Наукова назва роду Stilpnia походить від слова дав.-гр. στιλπνος — блискучий.